# Идол
Идол је предмет обожавања особа са којом се појединци (или групе) идентификују настојећи да својим понашањем, најчешће имитацијом, постигну оне квалитете које идол поседује.